# ترور پیکاک
تِـرِور پیکاک (انگلیسی: Trevor Peacock؛ (زادهٔ ۱۹ مهٔ ۱۹۳۱ – درگذشتهٔ ۸ مارس ۲۰۲۱) بازیگر اهل بریتانیا بود.
از فیلم‌ها یا برنامه‌های تلویزیونی که وی در آن نقش داشت می‌توان به نور سفید، راه و رسم زندگی ما، گناهان، خطاهای نرم‌افزاری و کوارتت اشاره کرد.